# Ashley Tisdale
Ashley Michelle Tisdale (West Deal, 2 de julho de 1985) é uma atriz, cantora e empresária norte-americana. Ashley ganhou notoriedade atuando na série The Suite Life of Zack & Cody, do canal Disney Channel, como Maddie Fitzpatrick, ao longo de quatro anos (2005–2008). Tornou-se internacionalmente conhecida por seu papel de Sharpay Evans na franquia de filmes da Disney, High School Musical (2006–2008).
Depois do sucesso de High School Musical, Tisdale iniciou sua carreira musical solo, assinou com a Warner Bros. Records, e em 2007 lançou seu álbum de estreia Headstrong, que vendeu mais de 1 milhão de cópias mundialmente, e rendeu os singles de sucesso "Be Good to Me" e "He Said She Said". Nesse mesmo ano começou a dublar a personagem Candace Flynn, na série animada do Disney Channel, Phineas & Ferb, enquanto High School Musical 2, se tornou a maior audiência da história do Disney Channel. Em 2008, estrelou o filme High School Musical 3: Senior Year, pelo qual ganhou um MTV Movie Awards. Em 2009, lançou seu segundo álbum de estúdio, Guilty Pleasure.
Em 2010, estrelou a série Hellcats, do canal The CW. Em 2011, reprisou o papel de Sharpay Evans em A Fabulosa Aventura de Sharpay. Em 2013 protagonizou a comédia Scary Movie 5. Em maio de 2019, Ashley lançou seu terceiro álbum Symptoms, seu primeiro álbum em uma década. No mesmo ano atuou na série Merry Happy Whatever da Netlfixe entrou para o elenco da sitcom Carol's Second Act (2019–2020). De 2020 a 2021, ela foi jurada no programa de competição da Fox, The Masked Dancer.

## Biografia
Ashley Michelle Tisdale nasceu em 2 de julho de 1985, no Condado de Monmouth, Nova Jersey. Ela é filha de Lisa Morris e Mike Tisdale e irmã de Jennifer Tisdale. Seu pai é cristão e sua mãe é judia; ela foi criada com "um pouco das duas" religiões. Apesar de Ashley trabalhar com entretenimento desde pequena, durante adolescência, ela trabalhou em uma loja de roupas em um shopping de Los Angeles. Ela também frequentou uma escola pública regularmente até se formar.

## Carreira

### 1988-2004: Broadway e Aparições na Televisão
Ashley foi descoberta aos três anos de idade pelo empresário, Bill Perlman, enquanto passeava com sua mãe em um shopping de Nova Jersey. Ele a enviou para várias audições de comerciais de TV, e ela apareceu em mais de cem. Sua primeira experiência no palco foi participado das peças, Gypsy: A Musical Fable e The Sound of Music, no Centro Comunitário Judaico frequentado por sua família.
Em 1993, aos 8 anos, Ashley estreou na Broadway como Cosette, no musical Les Miserables, no qual permaneceu por 2 anos, antes de conseguir um papel na turnê do musical Annie, que passou pela Coréia. Em 1997, aos 12 anos, Ashley cantou na Casa Branca, para o então presidente dos Estados Unidos, Bill Clinton. No mesmo ano, Tisdale e sua família se mudaram para Los Angeles, Califórnia. Nesse período, ela fez aparições em diversos seriados de sucesso, como 7th Heaven, Charmed, Beverly Hills, 90210, entre outros. Em 1998, participou da dublagem da animação A Bug's Life da Disney Pixar.
Em 2000, participou de alguns episódios do programa The Amanda Show, e também da série Boston Public, pelo qual recebeu uma indicação ao Young Artist Awards. Em 2001, conseguiu o papel de Kim, no filme Donnie Darko.

### 2005-2006: Zack & Cody, High School Musical e Início na Música
Em 2005, Ashley entrou para o elenco da série The Suite Life of Zack & Cody, do canal Disney Channel, interpretando a personagem Maddie Fitzpatrick; Ela fez teste para o papel de London Tipton, porém os produtores acharam que ela ficaria melhor no papel da Maddie.
Em 2006, Ashley conseguiu o papel de Sharpay Evans, no filme musical do Disney Channel, High School Musical, que se tornou um fenômeno mundial. A trilha sonora do filme, lançada em 20 de janeiro de 2006, chegou ao primeiro lugar na Billboard 200, e vendeu mais de 12 milhões de cópias ao redor do mundo. Algumas músicas do álbum foram lançadas como single, uma delas foi o dueto de Tisdale com seu parceiro de cena Lucas Grabeel, "What I've Been Looking For", que chegou a 35.ª posição na Billboard Hot 100 e recebeu certificação de ouro da RIAA. Aproveitando o sucesso, Tisdale deu início a sua carreira musical solo, assinando um contrato com a gravadora Warner Bros. Records, para o lançamento de seu primeiro álbum. Em junho de 2006, Ashley regravou a clássica canção "A Dream Is A Wish Your Heart Makes" com outras estrelas do elenco do Disney Channel. No mesmo ano regravou a música "Kiss the Girl", da animação A Pequena Sereia. Esse tornou o seu primeiro single solo a entrar na Billboard Hot 100, chegando a 81.ª posição. O clipe estreou em 6 de setembro de 2006 no Disney Channel, após um episódio de Zack & Cody, e mais tarde, foi incluso no DVD The Little Mermaid: Platinum Edition e no álbum DisneyMania 5.
Em novembro de 2006, Ashley embarcou na turnê mundial High School Musical: The Concert, com o elenco do filme. Além das músicas da trilha, ela também cantava três músicas inéditas durante os shows, para promover seu álbum de estreia. Em 26 de dezembro de 2006, foi lançando o primeiro single de seu álbum estreia, "Be Good to Me". O clipe foi gravado durante um show da High School Musical: The Concert, e teve sua estreia no programa TRL da MTV. O single chegou na 80.ª posição na Billboard Hot 100 e teve um bom desempenho nas rádios pelo mundo.

### 2007-2008: Headstrong, High School Musical 2 e Turnê Mundial

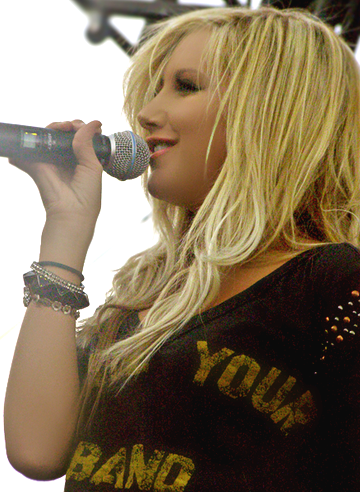
Ashley se apresentando na abertura da primeira Microsoft Store em Scottsdale, Arizona. Em 22 de outubro de 2009.

Seu álbum de estreia, Headstrong, foi lançado no dia 6 de fevereiro de 2007, e estreou na 5.ª posição da Billboard 200, vendendo 64 000 cópias em sua primeira semana. O segundo single do álbum "He Said She Said" foi lançado em 15 de janeiro de 2007, porém o clipe só foi lançado em 19 de setembro, no programa TRL da MTV, no qual chegou ao primeiro lugar no ranking dos mais votados do programa. O single atingiu a 58.ª posição na Billboard Hot 100, e recebeu certificado de ouro da RIAA, por mais de 500.000 cópias vendidas.
O álbum teve mais dois singles oficiais, "Not Like That" e "Suddenly". As músicas "Goin' Crazy" e "Headstrong" foram lançados como singles exclusivos da Radio Disney, "So Much for You" foi lançada nas rádios brasileiras e australianas e "We'll Be Together" foi usada para promover o lançamento do DVD High School Musical: The Concert. Para promover o álbum foi realizada uma mini-tour intitulada, Headstrong Tour Cross America Music, que consistiu em 10 apresentações em shoppings pelos Estados Unidos. Headstrong recebeu um certificado de ouro da RIAA, por ter vendido 500 mil cópias nos Estados Unidos. Além disso, também recebeu certificado ouro na Argentina, Brasil e Irlanda, vendendo mais de 1 milhão de cópias no mundo todo. O álbum foi classificado como o 6º melhor álbum de 2007, pelos leitores da revista Billboard. Em novembro de 2007, Tisdale lançou seu primeiro DVD, There's Something About Ashley, que trazia três clipes, um documentário sobre o álbum e os bastidores da turnê.
Em 17 de agosto de 2007, estreou o filme High School Musical 2, e se tornou a maior audiência da história do Disney Channel e uma das maiores audiências da história na televisão paga, com 17,2 milhões de telespectadores. Ashley também começou a dublar a personagem Candace Flynn, na série animada, Phineas and Ferb, que teve sua estreia logo após a exibição de High School Musical 2.
Ashley regravou o sucesso natalino "Last Christmas" da dupla britânica Wham!, e lançou no natal de 2006, como parte de seu contrato com a Warner Bros., porém a música só recebeu atenção em 2007, quando Ashley cantou na Macy's Thanksgiving Day Parade, e a música entrou para o álbum Disney Channel Holiday, lançado em outubro de 2007.

### 2008-2009: High School Musical 3 e Guilty Pleasure
Como parte de seu contrato com a marca de desodorantes Degree, Ashley lançou um EP chamado "OMG! Jams", que incluía regravações de sucessos dos anos 80 como "I Wanna Dance With Somebody (Who Loves Me)", "Never Gonna Give You Up", "Time After Time", entre outras. As músicas ficaram disponíveis para download no site oficial da marca em 1 de julho de 2008, e eram desbloqueadas com códigos que eram encontrados nos diferentes pacotes do desodorante. Em 13 de julho de 2008 foi lançado o filme Imaginem Só, no canal ABC Family, onde Ashley não só protagonizou como também produziu. Ela também re-gravou a música "Shadows of the Night" da cantora Pat Benatar, e canta em uma das cenas do filme. Em 24 de outubro de 2008, chega aos cinemas High School Musical 3: Senior Year, o terceiro e último filme da franquia. Para promover o longa Ashley esteve no palco do MTV Video Music Awards 2008, junto com seus colegas do elenco para apresentar a performance de Christina Aguilera. O filme foi um sucesso de bilheteria chegando a 255 milhões de dólares no mundo todo, e rendeu a Ashley um MTV Movie Awards de "Breakthrough Performance Female" em 2009. Em 19 de janeiro de 2009, foi exibido um episódio da série Zack & Cody: Gêmeos Abordo, onde Ashley reprisa sua personagem, Maddie Fitzpatrick.

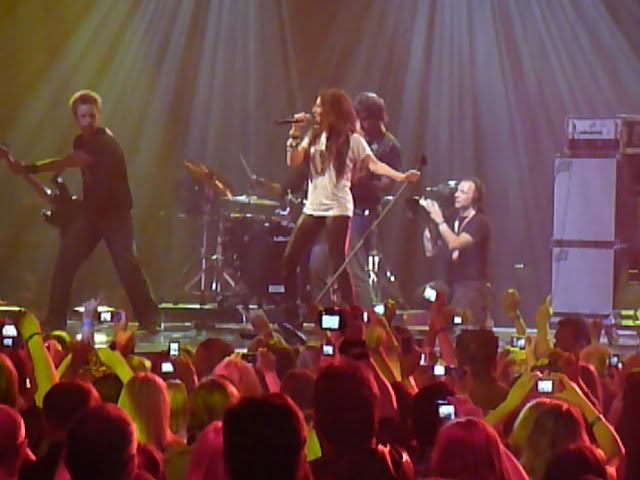
Ashley cantando It's Alright, It's Ok no Comet Awards 2009, na Alemanha.

Em março de 2009, saiu uma edição da revista Cosmopolitan, como uma entrevista exclusiva com a Ashley, que continham informações sobre o novo álbum, como o nome Guilty Pleasure, e o nome de duas músicas que estariam presentes nele, "Hot Mess" e "How do you Love Someone".[8] O primeiro single do álbum "It's Alright It's Ok", foi lançado em 14 de abril de 2009, e foi apresentado pela primeira vez em 17 de maio no festival "KISS Concert 2009". Para promover o single Ashley se apresentou em diversos programas de televisão como Good Morning America, The Today Show e também em premiações internacionais como o "Comet Awards" na Alemanha, e no Los Premios MTV Latinoamérica. O single chegou na 99.ª posição da Billboard Hot 100.
Seu segundo álbum de estúdio Guilty Pleasure, foi lançado em 11 de julho de 2009, e estrou na 12.ª posição da Billboard 200, vendendo 25.000 cópias em sua primeira semana. Em 31 de julho de 2009, chega aos cinemas o filme Aliens in the Attic, onde Ashley fez uma das personagem principais, e a música "Switch", que está em seu último álbum, faz parte da trilha sonora. O filme foi um pequeno sucesso de bilheteria, arrecadando US$ 60 milhões em todo o mundo. No mesmo mês, ela fez uma participação no clipe "Love Drunk" da banda Boys Like Girls. Em setembro, "Crank It Up" foi anunciado como o segundo single do Guilty Pleasure. O clipe foi lançado no canal alemão VIVA em 5 de outubro de 2009.

### 2010-2013: Hellcats, Spin-off da Sharpay e Todo Mundo em Pânico 5
Em março de 2010, Ashley informou em seu twitter que estava trabalhando em uma nova série para o canal The CW, chamada Hellcats. A série que foi produzida pela estrela de Smallville, Tom Welling estreou em 8 de setembro de 2010; Ashley interpretou Savannah Monroe, a capitã do time de lideres de torcida. Em um episódio da série ela fez um dueto com a dupla 3OH!3, cantando o hit "My First Kiss". A série foi indicada ao People's Choice Awards em 2011, na categoria de "Favorite New TV Drama", porém acabou sendo cancelada na primeira temporada por baixa audiência.
Em novembro de 2010, o Disney Channel lançou o trailer de A Fabulosa Aventura de Sharpay, um spin-off de High School Musical, onde Ashley volta a interpretar Sharpay Evans. O filme foi lançado em DVD e Blu-ray dia 19 de abril de 2011, sendo o primeiro filme do Disney Channel a ser lançado antes de ser exibido pelo canal. A trilha sonora também foi lançada pela Walt Disney Records, e o single "Gonna Shine" teve sua estreia na Radio Disney em 25 de março de 2011. A estreia do filme no Disney Channel só aconteceu no dia 22 de maio de 2011, e atraiu 4,9 milhões de telespectadores. Ainda em 2011, estreou a animação Phineas e Ferb: O Filme - Através da 2.ª Dimensão, onde ela dublou a personagem Candace e também cantou algumas músicas na trilha sonora.
Em 2012, Ashley fez uma participação em um episódio da série Raising Hope e participou de dois episódios na quinta temporada de Sons of Anarchy. No mesmo ano, foi anunciado que Ashley seria a nova protagonista do filme Scary Movie 5. O filme chegou aos cinemas em 12 de abril de 2013, apesar das criticas negativas, acabou arrecadando 78 milhões mundialmente. No mesmo ano, foi exibido no canal E! um especial chamado "Inner Circle" produzido por Tisdale, que fala sobre a sua amizade com a atriz Vanessa Hudgens. Ela também teve um papel recorrente na sitcom Super Fun Night como Jazmine, a irmã do personagem de Rebel Wilson, e estrelou como convidada em The Crazy Ones, da CBS.
Em 19 de novembro de 2013, Tisdale liberou uma música chamada "You're Always Here", escrita por ela e seu então namorado, Christopher French, para o seu avô que tinha falecido. O single foi lançado em 16 de dezembro de 2013, no programa de rádio On Air with Ryan Seacrest e nas plataformas digitais, e parte dos lucros foram doados ao hospital infantil "St. Jude Children’s Research Hospital".

### 2014-2017: Produção, Televisão e Canal no Youtube
Em 2014, Ashley retorna ao Disney Channel, desta vez como produtora executiva do filme Cloud 9. No mesmo ano, assumiu a produção executiva da série Young & Hungry, estrelada por Emily Osment, e transmitida pelo canal ABC Family. A série estrou em 25 de junho de 2014, e chegou ao fim em 2018, com 5 temporadas. Ashley aparece em alguns episódios da série interpretando Logan Rawlings, uma personagem lésbica. Ainda em 2014, deu voz à personagem Sabrina Spellman, na animação Sabrina: Secrets of a Teenage Witch. Em 2015, Ashley entrou para o elenco da série Clipped, do canal TBS, onde interpretou Danni, uma cabeleireira. A série estrou no dia 16 de junho de 2015, porém acabou sendo cancelada na primeira temporada. No mesmo ano, fez uma participação na comédia romântica Playing It Cool.
Em 5 de agosto de 2016, é lançado nos cinemas a comédia Amateur Night, em que Ashley interpreta Fallon, uma garota de programa. Ainda em 2016, Ashley passou a produzir vídeos para o seu canal no YouTube. Além de tutoriais, unboxing e vlogs, o canal também trouxe "Sessões Musicais", com covers de sucessos cantados por Ashley, na companhia de seu marido Chris French. Em algumas sessões ela fez duetos com convidados famosos, como Lea Michele, Debby Ryan, Lucas Grabeel e Vanessa Hudgens. O canal conseguiu mais de 1,7 milhões de inscritos. No mesmo ano, lançou sua linha de maquiagens "Illuminate".

### 2018-presente: Symptoms
Em 2018, Ashley anunciou em seu Instagram que assinou um contrato com a gravadora independente Big Noise Music Group, e estava trabalhando em seu terceiro álbum. Em 8 de novembro, foi lançado o primeiro single do álbum "Voices in My Head". Em 22 de novembro, Ashley apresentou a música pela primeira vez na Macy's Thanksgiving Day Parade. No mesmo ano, foi lançado o filme de animação Charming, em que ela dublou a personagem Cinderela. Ela também produziu o filme, Daphne & Velma.
Em janeiro de 2019, foi lançado o segundo single "Love Me & Let Me Go". Em 2 de maio de 2019, Tisdale se apresentou no programa de James Corden, onde cantou "Voices In My Head" para promover o álbum. No dia seguinte, foi lançado seu terceiro álbum de estúdio, Symptoms, Em junho de 2019, Ashley entrou para o elenco da sitcom Carol's Second Act. No mesmo atuou na série Merry Happy Whatever da Netlfix. De 2020 a 2021, ela foi jurada no programa de competição da Fox, The Masked Dancer, um spin-off do The Masked Singer.

## Produtora
Em 2008, Ashley fundou, em parceria com a sua irmã Jennifer Tisdale, a produtora "Blondie Girl Production", que desenvolve e produz programas de televisão, filmes e conteúdo digital. A produtora já produziu conteúdo para grandes empresas do entretenimento como E!, MTV, Freeform e Warner Bros.

## Vida Pessoal

### Relacionamentos e Família
De 2007 a 2009, Tisdale namorou um dos coreógrafos de High School Musical, Jared Murillo. Em 2009, começou a namorar com o diretor de seus clipes, Scott Speer; O relacionamento chegou ao fim em 2011.
Em 2012 começou a namorar o músico Christopher French; eles ficaram noivos em agosto de 2013. Em 8 de setembro de 2014, Ashley e Christopher se casaram em uma pequena cerimônia privada realizada em Santa Bárbara, Califórnia. Em 24 de março de 2021, nasceu a primeira filha do casal, Jupiter. Em 7 de setembro de 2024, nasceu a segunda filha do casal, Emerson Clover.

### Saúde
Em 30 de novembro de 2007, Ashley passou por uma rinoplastia de emergência, após passa mal e não conseguir respirar em um show; Seu septo estava desviado e ela tinha duas pequenas fraturas em seu nariz, que estava interferindo em sua respiração.
Ashley já compartilhou suas experiências com ansiedade e depressão, inclusive nas músicas de seu álbum, Symptoms. Ela também revelou que passou por uma depressão pós-parto em sua primeira gravidez.
Em 14 dezembro de 2024, ela revelou ter sido diagnosticada com alopecia areata aos 20 anos, e compartilhou sua experiência com a doença.

## Discografia

### Álbuns de estúdio
- 2007 - HeadstrongHeadstrong
- 2009 - Guilty Pleasure
- 2019 - Symptoms

## Filmografia

### Filmes
| Ano  | Filme                                              | Personagem                           | Notas                     |
| ---- | -------------------------------------------------- | ------------------------------------ | ------------------------- |
| 1995 | Mimi wo sumaseba                                   | Yuko Harada (voz)                    |                           |
| 1998 | A Bug's Life                                       | Líder das escoteiras Blueberry (voz) |                           |
| 1998 | Um Natal Bom Pra Cachorro                          | Voz                                  | Diretamente em vídeo      |
| 2001 | Nathan's Choice                                    | Stephanie                            | Telefilme                 |
| 2001 | Donnie Darko                                       | Kim                                  |                           |
| 2002 | The Mayor of Oyster Bay                            | Jennifer                             | Telefilme                 |
| 2006 | High School Musical                                | Sharpay Evans                        | Telefilme                 |
| 2006 | Sussurros do Coração                               | Yuko Harada (voz)                    |                           |
| 2007 | High School Musical 2                              | Sharpay Evans                        | Telefilme                 |
| 2007 | Bring It On: In It to Win It                       | Ela mesma                            | Diretamente em vídeo      |
| 2007 | There's Something About Ashley                     | Ela mesma                            | Diretamente em vídeo      |
| 2008 | Picture This                                       | Mandy Gilbert                        | Telefilme                 |
| 2008 | High School Musical 3: Senior Year                 | Sharpay Evans                        |                           |
| 2009 | Aliens in the Attic                                | Bethany Pearson                      |                           |
| 2011 | A Fabulosa Aventura de Sharpay                     | Sharpay Evans                        | Telefilme                 |
| 2011 | Phineas & Ferb: O Filme - Através da 2.ª Dimensão  | Candace Flynn (voz)                  | Telefilme                 |
| 2013 | Scary Movie 5                                      | Jody Sanders                         |                           |
| 2013 | Como Salvar o Papai Noel                           | Shiny                                | Voz; Diretamente em vídeo |
| 2014 | Birds of Paradise                                  | Aurora                               | Voz; Diretamente em vídeo |
| 2014 | Playing It Cool                                    | Ela mesma                            |                           |
| 2016 | Amateur Night                                      | Fallon                               |                           |
| 2018 | Charming                                           | Cinderela (voz)                      |                           |
| 2020 | Phineas e Ferb, o Filme: Candace Contra o Universo | Candace Flynn (voz)                  | Filme Disney+             |
| 2023 | Baby Shark's Big Movie!                            | Stariana (voz)                       | Filme da Nickelodeon      |

### Televisão
| Ano       | Título                                | Personagem          | Notas                                                         |
| --------- | ------------------------------------- | ------------------- | ------------------------------------------------------------- |
| 1997      | Smart Guy                             | Amy                 | Episódio: "A Little Knowledge"                                |
| 1997      | 7th Heaven                            | Janice              | Episódio: "Breaking Up Is Hard to Do"                         |
| 2000      | Beverly Hills, 90210                  | Nicole Loomis       | Episódio: "Fertile Ground"                                    |
| 2000      | The Amanda Show                       | Vários Personagens  | 3 episódios                                                   |
| 2000      | The Geena Davis Show                  | Tracy               | Episódio: "Motherly Advice"                                   |
| 2000      | Boston Public                         | Carol Prader        | Episódio: "Chapter Five"                                      |
| 2001      | Bette                                 | Jessica             | Episódio: "The Invisible Mom"                                 |
| 2001      | 100 Deeds For Eddie McDowd            | Wendy               | Episódio: "Matchmaking Mutt"                                  |
| 2001      | Once and Again                        | Marni               | Episódio: "Best of Enemies"                                   |
| 2001      | Charmed                               | Adolescente perdida | Episódio: "Look Who's Barking"                                |
| 2002      | The Hughleys                          | Stephanie           | 3 episódios                                                   |
| 2002      | Malcolm in the Middle                 | Garota              | Episódio: "Jury Duty"                                         |
| 2003      | Strong Medicine                       | Sherry Lowenstein   | Episódio: "Addicted to Love"                                  |
| 2003      | Grounded for Life                     | Leah                | Episódio: "Just Like a Woman"                                 |
| 2003      | George Lopez                          | Olivia              | Episódio: "I Only Have Eyes for You"                          |
| 2003      | Apesar de Tudo                        | Bonnie              | 4 episódios                                                   |
| 2005-2008 | Zack & Cody: Gêmeos em Ação           | Maddie Fitzpatrick  | 75 episódios                                                  |
| 2006      | Hannah Montana                        | Maddie Fitzpatrick  | 1.ª Temporada, Episódio 12: "On the Road Again"               |
| 2006-2007 | Disney Channel Games                  | Ela mesma           | Especial do Disney Channel                                    |
| 2007      | Punk'd                                | Ela mesma           | 8.ª Temporada, Episódios 2 e 3                                |
| 2007-2015 | Kim Possible                          | Camille Leon        | Voz; 4 episódios                                              |
| 2007-2015 | Phineas & Ferb                        | Candace Flynn       | Voz, 137 episódios                                            |
| 2008      | Studio DC: Almost Live                | Ela mesma           | Especial do Disney Channel                                    |
| 2009      | Zack & Cody: Gêmeos a Bordo           | Maddie Fitzpatrick  | 1.ª Temporada, Episódio 13: "Maddie on Deck"                  |
| 2009      | Extreme Makeover: Home Edition        | Ela mesma           | Episódio: "The Hampton Family" (7.ª Temporada)                |
| 2010      | Adolepeixes                           | Clamantha           | Voz; Episódio: "Bea Stays in the Picture"                     |
| 2010      | Family Guy                            | Priscilla / Kelly   | 2 episódios                                                   |
| 2010      | The Cleveland Show                    | Lacey Stapleton     | Voz, Episódio: "The Curious Case of Jr. Working at The Stool" |
| 2010-2011 | Hellcats                              | Savannah Monroe     | 22 Episódios                                                  |
| 2010-2011 | Take Dois com Phineas e Ferb          | Candace Flynn       | Voz; 20 Episódios                                             |
| 2012      | Raising Hope                          | Mary-Louise         | Episódio: "Jimmy’s Fake Girlfriend"                           |
| 2012      | Sons of Anarchy                       | Emma Jean           | 2 episódios                                                   |
| 2012      | Punk'd                                | Ela mesma           | 9.ª Temporada, Episódio 6                                     |
| 2013      | The Crazy Ones                        | Kelsi Lasker        | Episódio: "The Intern"                                        |
| 2013      | Inner Circle                          | Ela mesma           | Especial do E!                                                |
| 2013-2014 | Super Fun Night                       | Jazmine Boubier     | 3 episódios                                                   |
| 2013-2014 | Sabrina: Secrets of a Teenage Witch   | Sabrina Spellman    | Voz; 26 episódios                                             |
| 2014-2016 | Young & Hungry                        | Logan Rawlings      | 3 episódios                                                   |
| 2015      | Clipped                               | Danni Giordano      | 1.ª Temporada (10 Episódios)                                  |
| 2015      | Project Runway                        | Jurada Convidada    | 14.ª Temporada, Episódio 2: "It's All in the Cards"           |
| 2016      | High School Musical: 10th Anniversary | Ela mesma           | Especial do Disney Channel                                    |
| 2016      | American Dad!                         | Amy Reed            | Voz; Episódio: "The Life Aquatic with Steve Smith"            |
| 2016      | Skylanders Academy                    | Stealth Elf         | Voz; Animação da Netflix                                      |
| 2016      | Truth Be Told                         | Sam                 | Episódio: "Psychic Chicken"                                   |
| 2017      | Drop the Mic                          | Ela mesma           | 1.ª Temporada, Episódio 7 " Ashley Tisdale vs. Nick Lachey"   |
| 2018      | MacGyver                              | Allie Winthrop      | Episódio: CO2 Sensor + Tree Branch                            |
| 2018      | A Lei de Milo Murphy                  | Candace Flynn       | Episósio: The Phineas and Ferb Effect                         |
| 2019      | Merry Happy Whatever                  | Kayla               | Elenco principal                                              |
| 2019-2020 | Carol's Second Act                    | Bonnie Dennison     | Elenco principal                                              |
| 2020      | The Disney Family Singalong           | Ela mesma           | Especial do Disney Channel                                    |
| 2020-2021 | The Masked Dancer                     | Ela mesma           | Jurada                                                        |

### Videogame
| Ano  | Jogo                                        | Personagem    | Notas                      |
| ---- | ------------------------------------------- | ------------- | -------------------------- |
| 2007 | The Tuttles: Madcap Misadventures           | Jess Tuttle   | Voz                        |
| 2011 | Phineas and Ferb: Across the 2nd Dimension  | Candace Flynn | Voz                        |
| 2013 | Phineas and Ferb: Quest for Cool Stuff      | Candace Flynn | Voz                        |
| 2021 | The Dark Pictures Anthology: House of Ashes | Rachel King   | Voz e captura de movimento |

## Prêmios e indicações
| Ano  | Premiação                      | Categoria                                                                   | Trabalho                            | Resultado |
| ---- | ------------------------------ | --------------------------------------------------------------------------- | ----------------------------------- | --------- |
| 2000 | Young Artist Awards            | Best Performance in a Television Drama Series - Guest Starring Young Actres | Boston Public                       | Indicado  |
| 2006 | Billboard Music Awards         | Soundtrack Album of the Year                                                | High School Musical (Compartilhado) | Venceu    |
| 2006 | Billboard Music Awards         | Album of the Year                                                           | High School Musical (Compartilhado) | Indicado  |
| 2006 | American Music Awards          | Best Pop Album                                                              | High School Musical (Compartilhado) | Indicado  |
| 2006 | Primetime Emmy Awards          | Outstanding Children's Program                                              | High School Musical (Compartilhado) | Venceu    |
| 2007 | Premios Oye!                   | International Breakthrough Artist                                           | Headstrong                          | Indicado  |
| 2007 | American Music Awards          | Soundtrack Favorite Album                                                   | High School Musical 2               | Venceu    |
| 2007 | Kids' Choice Awards UK         | Best TV Actress                                                             | The Suite Life of Zack & Cody       | Venceu    |
| 2008 | Kids' Choice Awards Australian | Fave International TV Star                                                  | The Suite Life of Zack & Cody       | Indicado  |
| 2009 | MTV Movie Awards               | Breakthrough Performance Female                                             | High School Musical 3: Senior Year  | Venceu    |
| 2009 | Teen Choice Awards             | Choice Best Actress: Music/Dance                                            | High School Musical 3: Senior Year  | Indicado  |
| 2009 | Teen Choice Awards             | Choice: Movie Music/Dance                                                   | High School Musical 3: Senior Year  | Venceu    |
| 2009 | Teen Choice Awards             | Summer: Movie Star-Female                                                   | Aliens in the Attic                 | Indicado  |
| 2009 | Los Premios MTV Latinoamérica  | Best New Artist - International                                             | Guilty Pleasure                     | Indicado  |
| 2009 | Los Premios MTV Latinoamérica  | Best Live Performance at "Los Premios"                                      | It's Alright, It's Ok               | Indicado  |
| 2014 | Daytime Emmy Awards            | Outstanding Performer in an Animated Program                                | Sabrina: Secrets of a Teenage Witch | Indicado  |
| 2014 | Young Hollywood Awards         | Social Media Superstar                                                      | Ela Mesma                           | Venceu    |
| 2015 | Teen Choice Awards             | Choice TV: Scene Stealer                                                    | Young & Hungry                      | Indicado  |